# Presa telefonica TT83

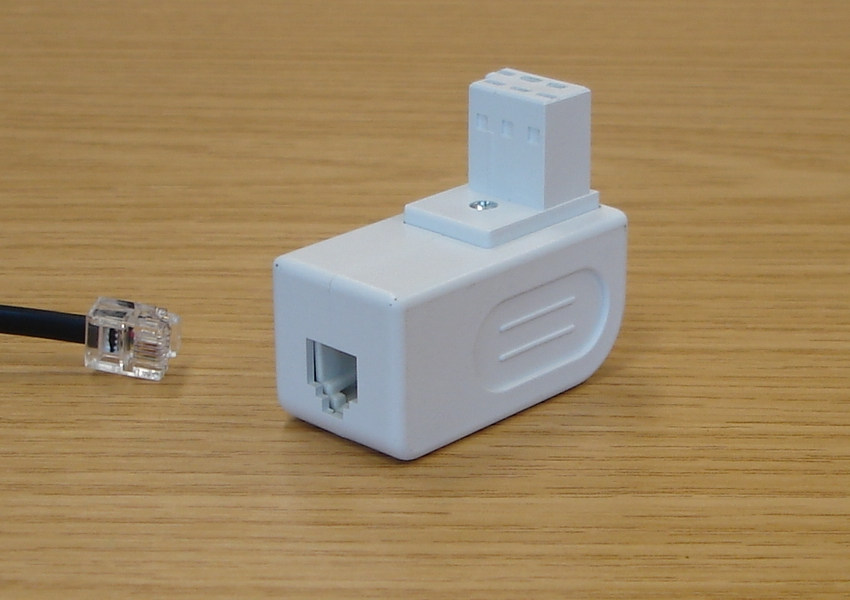
Adattatore telefonico svizzero - rj

La presa telefonica TT83 è un tipo di connessione elettrica per il sistema telefonico usata in Svizzera dal 1983. Si presenta in forma semplice (esapolare) o doppia (dodecapolare).
Ad oggi solo i sei poli orizzontali sono in uso effettivo. Altre tipologie sono TT87 e TT89. Nelle installazioni più recenti questa tipologia di connessione ha ceduto il passo al tipo RJ45.